# Synemosyna myrmeciaeformis
Synemosyna myrmeciaeformis là một loài nhện trong họ Salticidae.
Loài này thuộc chi Synemosyna. Synemosyna myrmeciaeformis được Władysław Taczanowski miêu tả năm 1871.